# 2020년 뉴욕 영화제
제58회 뉴욕 영화제는 2020년 9월 17일에 열린 시상식이다.

## 수상 (비경쟁)

### 장편 상영작
- 아테라비 & 미켈라츠 - 유진 그린
- 비기닝 - 디 쿨룸비가쉴리
- 더 카밍 - 송팡
- 시티 홀 - 프레더릭 와이즈먼
- 데이즈 - 차이밍량
- 더 디사이플 - 차이타니아 탐하네
- 군다 - 빅토르 코사코프스키
- 아이 캐리 유 위드 미 - 헤이디 에윙
- 이자벨라 - 마티야스 피녜이로
- 매너 하우스 - 크리스티 푸이유
- 맹그로브 - 스티브 맥퀸
- MLK/FBI - 사무엘 D. 폴라드
- 나이트 오브 킹스 - 필립 라코테
- 노투르노 - 잔프란코 로시
- 레드, 화이트 앤 블루 - 스티브 맥퀸
- 더 솔트 오브 티얼스 - 필립 가렐
- 스위밍 아웃 틸 더 씨 턴스 블루 - 지아장커
- 타임 - 가렛 브래들리
- 트래직 정글 - 유레네 올라이졸라
- 더 트뤼플 헌터스 - 마이클 드웩 외 1명
- 운디네 - 크리스티안 펫졸드
- 도망친 여자 - 홍상수
- 러버스 락 - 스티브 맥퀸
- 노마드랜드 - 클로이 자오
- 프렌치 엑시트 - 아자젤 제이콥스

### 스포트라이트
- 올 인: 더 파이트 포 데모크라시 - 리즈 가버스 외 1명
- 데이비드 번 아메리칸 유토피아 - 스파이크 리
- 호퍼/웰스 - 오손 웰즈
- 더 휴먼 보이스 - 페드로 알모도바르
- 더 모노폴리 오브 바이올린스 - 다비드 뒤프렌느
- 온 더 록스 - 소피아 코폴라

### 센터피스
- 노마드랜드 - 클로이 자오

### 리바이벌스
- 더 체스 게임 오브 더 윈드 - 모하마드 레자 아슬라니
- 파멸 - 벨라 타르
- 해상화 - 허우 샤오시엔
- 더 샌드글래스 - 보이체크 하스
- 화양연화 - 왕가위
- 미팅 더 맨: 제임스 볼드윈 인 파리 - 테렌스 딕슨
- 무하마드 알리, 더 그레이티스트 - 윌리엄 클레인
- 시몬 바르베 오어 버츄 - 마리-클로드 크레유
- 커니의 성인식 - 조이스 초프라
- 소무 - 지아장커
- 품행 제로 - 장 비고
- 더 스푸크 후 셋 바이 더 도어 - 이반 딕슨

### 커런트 장편
- 인헤리턴스 - 에브라임 애실리
- 파우나 - 니콜라스 페레다
- 허 네임 워즈 유로파 - 안야 도니덴 외 1명
- 헐 소셜리스트 스마일 - 존 지안비토
- 더 라스트 시티 - 헤인즈 에미그홀즈
- 더 로비 - 헤인즈 에미그홀즈
- 마이 멕시칸 브레첼 - 누리아 지메네즈
- 오버츄어스 - 루이스 헨더슨 외 1명
- 더 플라스틱 하우스 - 앨리슨 촌
- 오토픽션 - 라이다 레르순디
- 씨 유 인 마이 드림스 - 이케조에 슌
- 슬로우 머신 - 조 드나르도 외 1명
- 하드, 크랙트 더 윈드 - 마크 젠킨
- 데어 아 낫 서티-식스 웨이 오브 쇼잉 어 맨 겟팅 온 어 하우스 - 니콜라스 주커필드
- 스텀프 더 게서 - 가이 매딘 외 2명
- 홀아비의 탱고와 뒤틀린 거울 - 라울 루이즈 외 1명
- 더 웍스 앤 데이즈 (오브 타요코 시오지리 인 더 시오타니 바신) - C.W. 윈터 외 1명
- 그해 우리가 발견한 것 - 루이스 로페즈 카라스코

### 커런트 단편
- 애퍼리션 - 이스마일 바리
- 어 리볼트 위드아웃 이미지 - 필라 몬셀
- 언타이틀드 시퀀스 오브 갭스 - 비카 커쉔바우어
- 디즈 데이 원트 라스트 - 무아드 엘 살렘
- 히든 - 자파르 파나히
- 킹 오브 산위 - 아코수아 아도마 오우수
- - 포스 - - 사이먼 류
- 레터 프롬 유어 파-오프 컨트리 - 수네일 산즈기리
- Trust Study #1 - 쇼분 베일
- 엑프라시스 - 리카르도 지아코니
- 말렘베 - 루이스 아르니아스
- 노트, 임프린츠 (온 러브): 파트 I - 알렉산드라 쿠에스타
- 글림세스 프롬 어 비짓 투 오크니 인 썸머 1995 - 우테 오랜드
- 코러스폰던스 - 카를라 시몬 외 1명
- 클로데트 스타 - 아요 아킹베이드
- 에피소드 - 스프링 2018 - 마틸드 지라르
- 사랑의 노동 - 실비아 쉬델바우어
- 룩 덴 빌로우 - 벤 리버스
- 피규어 마이너스 팩트 - 마리 헬레나 클라크
- 와일 커스드 바이 스펙터스 - 버락 세빅
- 인 디 에어 투나잇 - 앤드류 노먼 윌슨
- 언 에로우 포인팅 투 어 홀 - 스티브 레인케
- 싱글 카피 - 쉬 츠어-위
- 원스 리무브드 - 로렌스 아부 함단
- 익스트랙션스 - 터자 장 컷핸드
- 히어 앤드 데어 - 멜리사 리에벤달
- 샌필드 - 케빈 제롬 에버슨
- 아피예미예키? - 아나 베즈
- 휴몬구스! - 아야 카와조에
- 디 엔드 오브 서퍼링 (어 프로포절) - 자클린 렌트조
- 포인트 엔드 라인 투 플레인 - 소피아 보다노위즈
- 디 언신 리버 - 팜 응옥 란
- 어거스트 22, 디스 이어 - 그레이엄 포이
- 드릴스 - 사라 프리들랜드
- 오브젝트 레슨, 오어: 왓 해펀드 위트선데이 - 리키 드암브로스
- 샷 인 더 다크 위드 다비드 갓리스 - 루위 클로스터 외 1명
- 더 치킨 - 네오 소라
- 인 서든 다크니스 - 타일러 몬테규
- 디 아이설레이티드 - 제이슨 지암피에트로